# Nickelodeon Kids’ Choice Awards 2024
Die Nickelodeon Kids’ Choice Awards 2024 (KCA) fanden am 13. Juli 2024 im Pauley Pavilion in Los Angeles, Kalifornien statt. Es ist die 37. US-amerikanische Preisverleihung des Blimps. Dies sind orangefarbene, zeppelinförmige Trophäen mit dem Logo des Senders Nickelodeon, die in verschiedenen Kategorien vergeben werden. Die Preisverleihung wurde zeitgleich mit dem 25-jährigen Jubiläum der Animationsserie SpongeBob Schwammkopf gefeiert, indem verschiedene Elemente passend zu der Animationsserie während des Events zu sehen waren. Anlässlich des Jubiläums haben SpongeBob und Patrick die Show moderiert, was somit die erste Preisverleihung ist, die vollständig durch Animationscharaktere moderiert wurde. Im deutschsprachigen Raum wurde die Verleihung am 17. Juli 2024 auf Nickelodeon Deutschland und Nickelodeon Austria ausgestrahlt.

## Auftritte

### Musik-Auftritte
Nickelodeon gab am 9. Juli 2024 bekannt, dass der Sänger The Kid Laroi auftreten soll. Paul Russell eröffnete die Show mit dem Song Lil Boo Thang. The Kid Laroi performte seine Songs Nights Like This, Girls und Stay.

### Gäste
(Quelle:)
- Anna Kendrick
- Bella Poarch
- Benny Blanco
- Hannah Stocking
- Heidi Klum
- Henry Golding
- Jack Black
- Jack Griffo
- Jahzir Bruno
- Jelly Roll
- Kelly Rowland
- Kel Mitchell
- Kenan Thompson
- Kira Kosarin
- Kylie Cantrall
- Lexi Janicek
- Margot Robbie
- Mckenna Grace
- Paul Russell
- Reneé Rapp
- Rita Ora
- Ryan Kaji
- Serena Williams
- Shameik Moore
- The Kid Laroi
- Timothée Chalamet
- Wolfgang Schaeffer
- Young Dylan

#### Animierte Gäste
- Dora The Explorer (Gesprochen von Diana Zermeño)
- PAW Patrol
  - Chase (Gesprochen von Max Calinescu)
  - Marshal (Gesprochen von Drew Davis)
  - Rubble (Gesprochen von Devan Cohen)
- Schere, Stein, Papier
  - Schere (Gesprochen von Ron Funches)
  - Stein (Gesprochen von Thomas Lennon)
  - Papier (Gesprochen von Carlos Alazraqui)
- SpongeBob Schwammkopf
  - SpongeBob (Gesprochen von Tom Kenny)
  - Patrick (Gesprochen von Bill Fagerbakke)
  - Sandy Cheeks (Gesprochen von Carolyn Lawrence)
- Lincoln Loud (Gesprochen von Sawyer Cole)

## Kategorien
Die Nominierungen wurden am 4. Juni 2024 bekannt gegeben. Seit diesem Tag konnten Kinder und Jugendliche über die Internetseite von Nickelodeon, Twitter und Facebook für ihre Kandidaten abstimmen. In Deutschland, Österreich und der Schweiz wurde das Voting am 8. Juli 2024 beendet. Am 13. Juli wurden während der Show die Gewinner der Kids’ Choice Awards 2024 bekanntgegeben.

### Fernsehen
| - Percy Jackson: Die Serie - Zuhause bei Raven - High School Musical: Das Musical: Die Serie - Willkommen bei den echten Louds - Danger Force - Tyler Perry’s Young Dylan - Power Rangers Cosmic Fury - The Muppets Mayhem - Young Sheldon - iCarly - Abbott Elementary - Loki - Avatar – Der Herr der Elemente - Gänsehaut - SpongeBob Schwammkopf - Teen Titans Go! - Big City Greens - Willkommen bei den Louds - Die Simpsons - Monster High - Olivia Rodrigo – High School Musical: Das Musical: Die Serie - Raven-Symoné – Zuhause bei Raven - Lilly Singh – The Muppets Mayhem - Hunter Deno – Power Rangers Cosmic Fury - Sofia Wylie – High School Musical: Das Musical: Die Serie - Tessa Rao – Power Rangers Cosmic Fury | - Walker Scobell – Percy Jackson: Die Serie - Chance Perez – Power Rangers Cosmic Fury - Joshua Bassett – High School Musical: Das Musical: Die Serie - Jahzir Bruno – Willkommen bei den echten Louds - Dylan Gilmer – Tyler Perry’s Young Dylan - Miranda Cosgrove – iCarly - Janelle James – Abbott Elementary - Laci Mosley – iCarly - Quinta Brunson – Abbott Elementary - Peyton List – School Spirits - Rosario Dawson – Ahsoka - Iain Armitage – Young Sheldon - Tom Hiddleston – Loki - Zack Morris – Gänsehaut - Jerry Trainor – iCarly - Justin Long – Gänsehaut - Gordon Cormier – Avatar – Der Herr der Elemente |

### Film
| - Barbie - Arielle, die Meerjungfrau - Wonka - Guardians of the Galaxy Vol. 3 - Transformers: Aufstieg der Bestien - The Marvels - Ghostbusters: Frozen Empire - Aquaman: Lost Kingdom - Timothée Chalamet – Wonka - Adam Sandler – Du bist sowas von nicht zu meiner Bat-Mizwa eingeladen - Ryan Gosling – Barbie - John Cena – Fast & Furious 10 - Ryan Reynolds – IF: Imaginäre Freunde - Jason Momoa – Aquaman: Lost Kingdom - Paul Rudd – Ghostbusters: Frozen Empire - Chris Pratt – Guardians of the Galaxy Vol. 3 - Margot Robbie – Barbie - Halle Bailey – Arielle, die Meerjungfrau - Zendaya – Dune: Part Two - Zoe Saldana – Guardians of the Galaxy Vol. 3 - Melissa McCarthy – Arielle, die Meerjungfrau - America Ferrera – Barbie - Brie Larson – The Marvels - Jennifer Garner – Family Switch | - Spider-Man: Across the Spider-Verse - Der Super Mario Bros. Film - Kung Fu Panda 4 - Trolls – Gemeinsam stark - Elemental - Teenage Mutant Ninja Turtles: Mutant Mayhem - Paw Patrol – Der Mighty Kinofilm - Garfield – Eine extra Portion Abenteuer - Jack Black – Der Super Mario Bros. Film - Melissa McCarthy – Arielle, die Meerjungfrau - Reneé Rapp – Mean Girls – Der Girls Club - Keegan-Michael Key – Wonka - Austin Butler – Dune: Part Two - Amy Schumer – Trolls – Gemeinsam stark |

### Musik
| - Taylor Swift - Selena Gomez - Miley Cyrus - Olivia Rodrigo - Billie Eilish - Cardi B - Beyoncé - Ariana Grande - Post Malone - Usher - Ed Sheeran - The Weeknd - Drake - Travis Scott - Bad Bunny - Justin Timberlake - Imagine Dragons - Maroon 5 - Black Eyed Peas - Jonas Brothers - Coldplay - NSYNC - What Was I Made For? – Billie Eilish - Flowers – Miley Cyrus - Fast Car – Luke Combs - Dance the Night – Dua Lipa - Yes, And? – Ariana Grande - TEXAS HOLD ‘EM – Beyoncé - Paint the Town Red – Doja Cat - Selfish – Justin Timberlake - Barbie World – Nicki Minaj & Ice Spice & Aqua - Fortnight – Taylor Swift & Post Malone - Karma (Remix) – Taylor Swift & Ice Spice - All My Life – Lil Durk & J. Cole - Wild Ones – Jessie Murph & Jelly Roll - Baby Don’t Hurt Me – David Guetta & Anne-Marie & Coi Leray - Doctor (Work it Out) – Pharrell Williams & Miley Cyrus - SUPPOSED TO BE LOVED – DJ Khaled & Lil Baby & Future & Lil Uzi Vert - Reneé Rapp - Jelly Roll - Ice Spice - Tyla - Coco Jones - Teddy Swims - Victoria Monét - Tate McRae | - Guts – Olivia Rodrigo - The Tortured Poets Department: The Anthology – Taylor Swift - Barbie: The Album - Endless Summer Vacation – Miley Cyrus - Cowboy Carter – Beyoncé - Whitsitt Chapel – Jelly Roll - Bella Poarch - Djo - Addison Rae - Madison Beer - Paul Russell - David Kushner - Taylor Swift (Nordamerika) - Dua Lipa (UK) - BLACKPINK (Asien) - Troye Sivan (Australien) - Karol G (Lateinamerika) - Zara Larsson (Europa) - Tyla (Afrika) - Espresso – Sabrina Carpenter - Daylight – David Kushner - Lil Boo Thang – Paul Russell - Water – Tyla - Beautiful Things – Benson Boone - Greedy – Tate McRae - Taylor Swift – The Eras Tour - Bad Bunny – Most Wanted - Beyoncé – Renaissance World Tour - BlackPink – BornPink Tour - Olivia Rodrigo – GUTS Tour - Sabrina Carpenter – Emails That I Can't Send Tour |

### Sport
| - Simone Biles - Coco Gauff - Alex Morgan - Caitlin Clark - Venus Williams - Sha'Carri Richardson | - Travis Kelce - LeBron James - Cristiano Ronaldo - Stephen Curry - Patrick Mahomes - Lionel Messi |

### Andere
| - MrBeast - Ryan’s World - Mark Rober - Markiplier - Spencer X - Dhar Mann - Lexi Rivera - Hannah Stocking - Emma Chamberlain - Charli D'Amelio - Dixie D'Amelio - Kids Diana Show - Jordan Matter / Salish Matter - Ninja Kidz TV - The Herberts - The Royalty Family - The Beverly Halls - FGTeeV | - Roblox - Super Mario Bros. Wonder - Minecraft - Madden NFL 24 - Just Dance 2024 - The Legend of Zelda: Tears of the Kingdom |

### Sonderpreis
Neben der gewöhnlichen Kids’ Choice Awards Kategorien, gab es in diesem Jahr zwei Sonderpreise den sogenannten „Legends Award“ und den „Fan Favorite Movie“
- Legends Award: Serena Williams
- Fan Lieblings Film: Good Burger 2

### Deutschland, Österreich, Schweiz
Zusätzlich zu den US-amerikanischen Kategorien konnte man im deutschsprachigen Raum für deutschsprachige Kategorien abstimmen.
| - Marco Strecker (itsofficalmarco) - Emir Bayrak - JulesBoringLife - Karim Jamal - Lisa Küppers - Twenty4Tim | - Liam Carpenter - Johannesmlz - Joshua Monis - Lucy Lacht - paula.plsi - tyyrathecreator |

## Aktionen
Nach den Nickelodeon Kids’ Choice Awards 2024 soll es ein umfangreiches Programm zum 25-jährigen Jubiläum von SpongeBob Schwammkopf geben, es gehört zu den brandneuen Original-Inhalten im gesamten Paramount-Ökosystem, dazugehören ortsbezogene Erlebnisse, Verbraucherprodukte und Spiele.

### Unterhaltung
- Eine speziell produzierte Reihe von neuen Episoden mit Anspielungen auf Lieblingsmomente der Fans wird im Juli auf Nickelodeon in der ganzen Welt ausgestrahlt und im Laufe des Jahres fortgesetzt.
- Der Streaming-Dienst Paramount+ wird mehr Inhalte aus dem SpongeBob Universum veröffentlichen, darunter die ersten 13 Staffeln der Originalserie, sowie der Spin-Off Kamp Koral: SpongeBobs Kinderjahre, und die erste Staffel der Die Patrick Star Show, sowie auch Der SpongeBob Schwammkopf Film und Specials zum Jubiläum im Laufe des Jahres.
- Netflix veröffentlicht am 2. August einen neuen Film des SpongeBob Universums „Rettet Bikini Bottom: Der Sandy Cheeks Film“
- Nickelodeon UK und ParalympicsGB produzieren gemeinsam eine Kurzserie mit dem Titel „Play like a Sponge“, die Kinder dazu inspiriert, ihren inneren SpongeBob zu finden, während er sie anfeuert, neue Sportarten mit paralympischen Athleten zu erlernen und auszuprobieren, bevor die Spiele im August in Paris stattfinden.
- In dem Spiel Roblox wird es in Zusammenarbeit von Nickelodeon und Gamefam ein mehrwöchiges Spiel geben das sich den „SpongeBob Simulator“ nennt, bei dem Spieler mehrere Herausforderungen abschließen müssen und exklusive Belohnungen erhalten können.
- Auf dem offiziellen SpongeBob YouTube-Kanal wird es neue Kurzformate geben, darunter sind „SpongeBob: Reimagined“, „SpongeBob: IRL“ und auch eine DoodleBob YouTube Kurzserie, in der er mit einem Bleistift klassische SpongeBob-Szenen mit sich selber in der Hauptrolle nachzeichnet

### Standortbezogene Erlebnisse
- In Nordamerika und London wird ab Herbst 2024 zum ersten Mal in der echten Welt der Krabbenburger auf den Speisekarten präsentiert. Dabei gibt es aber kein festes Rezept, denn verschiedene Köche und Prominente werden ihre einzigartige Interpretation des Rezeptes kreieren.
- Nickelodeon und Paramount+ feiern den Geburtstag ebenfalls auf der San Diego Comic-Con mit exklusiven digitalen Inhalten, Verbraucherprodukten und Werbegeschenken.
- Concord Theatriclals und Nickelodeon starten zwischen September 2024 und Dezember 2025 den SpongeBob Musical Contest, bei dem zehn Schulen und Jugendgruppen aus den USA und Kanada ein kostenloses Lizenzpaket für die Aufführung des SpongeBob Musicals erhalten.
- Im Rahmen des „Unsere Welt“-Projektes von Nickelodeon wird es im Natural History Museum of Los Angeles County ein Wissenschaftsprogramm für Kinder und Familien geben sowohl Online als auch persönlich vor Ort wird, welches die Wissenschaft die die Unterwasserwelt der Serie inspiriert hat.
- Im Circus Circus Las Vegas eröffnet Sally Dark Rides in Zusammenarbeit mit Paramount eine interaktive Achterbahn mit dem Namen „SpongeBob’s Crazy Carnival Ride“, bei der die Fahrgäste auf eine Reise durch Bikini Bottom genommen werden.
- In ausgewählten Aquarien in der ganzen Welt können Besucher ab diesem Sommer ein intensives SpongeBob-Erlebnis erfahren mit Schnitzeljagden, Episodenvorführungen und mehr Möglichkeiten für Kinder und Familie.
- Nickelodeon Italien arbeitet ab Juli mit dem Mirabilandia Vergnügungspark in der Emilia-Romagna zusammen, um den Besuchern eine Vielfalt an SpongeBob-Aktivitäten zu bieten, darunter wird auch angeboten die Figuren der Serie zu treffen.
- Nickelodeon Lateinamerika arbeitet mit den Parque Arauco Malls in Kolumbien zusammen um im Juli und August ein SpongeBob Einkaufszentrum zu eröffnen, in dem Kinder etwas über den Schutz der Ozeane lernen und Bikini Bottom mit Spielen, Virtual Reality und Fototerminen erkunden können.

### Produkte
- Zusammen mit Funko Pop! wird es zu dem 25-jährigen Jubiläum sieben neue Figuren geben, die an ikonische Momente der Serie erinnern sollen.
- In Kooperation mit der Schuhmarke Crocs soll es eine limitiere Kollektion geben, diese soll sich an SpongeBob, seinem besten Freund Patrick und der Unterwasserwelt inspirieren.
- Bei der Sportmarke Overtime wird es eine limitere Kollektion geben an Kapuzenpullovern, Shirts, Shorts und Accessoires.
- Mit Loungefly wird es eine Kollektion geben, welche unter anderem ein Mini-Rucksack, eine Geldbörse und weitere Accessoire-Artikel enthält.
- Noreen Seabrooks stellt einen handgemachten Teppich her, welcher an den Krabbenburger erinnern soll.
- FYE wird im Juni eine Kollektion von Snacks und Getränken auf den Markt bringen, welche sich an dem SpongeBob Universum inspirieren.
- In Deutschland, Österreich und der Schweiz gibt es eine Nachheltigkeitskampagne zusammen mit dem Einzelhandel Müller, bei der bis zum 30. Juni für jedes gekaufte Spielzeug in einer Müller-Filiale eine Plastikflasche durch Müller und MBRC gesammelt wird.